# لامی‌ها
لامی‌ها(نام علمی: Canarium) نام یک سرده از فرمانرو گیاه است.